# Gordon Adam
Gordon Johnston Adam (ur. 28 marca 1934 w Carlisle) – brytyjski polityk, inżynier, od 1979 do 1999 i od 2000 do 2004 deputowany do Parlamentu Europejskiego pięciu kadencji.

## Życiorys
Z wykształcenia inżynier górnictwa, studiował na University of Leeds. Pracował w brytyjskich kopalniach. Został działaczem Partii Pracy, był radnym miejskim w Whitley Bay i radnym dystryktu North Tyneside.
W wyborach w 1979, 1984, 1989 i 1994 z ramienia Partii Pracy uzyskiwał mandat posła do Parlamentu Europejskiego I, II, III i IV kadencji. W 1999 bez powodzenia ubiegał się o reelekcję, jednak mandat posła V kadencji objął już na początku 2000 po rezygnacji jednego z deputowanych. W PE należał do grupy socjalistycznej, pracował głównie w komisjach zajmujących się energią, badaniami naukowymi i technologią (od 1989 do 1999 w randze wiceprzewodniczącego). W 2004 zrezygnował z dalszej aktywności politycznej.